# Down (canção de Fifth Harmony)
"Down" é uma canção do grupo feminino estadunidense Fifth Harmony, gravado para o seu terceiro álbum de estúdio auto-intitulado. Conta com a participação do rapper compatriota Gucci Mane e foi composta pelo próprio em conjunto com Jude Demorest, Joshua Coleman e Dallas Koelkhe, sendo produzida por Coleman sob o nome de Ammo e por Koelkhe como DallasK. O seu lançamento ocorreu em 2 de junho de 2017, através da Epic Records, servindo como o primeiro single do álbum e o primeiro como um quarteto após a saída de Camila Cabello em dezembro de 2016.

## Antecedentes e lançamento
Em 30 de maio de 2017, o Fifth Harmony anunciou o lançamento de uma faixa intitulada "Down" no Snapchat para 2 de junho e, posteriormente, divulgou a capa acompanhante no Twitter. "Down" foi lançado pela Epic Records e Syco Music para todos os principais serviços de streaming e download digital em 2 de junho de 2017. Serve como o primeiro single do terceiro álbum de estúdio da banda, e o primeiro lançamento desde a saída de Camila Cabello em dezembro de 2016. A primeira performance da faixa ocorreu no dia de seu lançamento, durante o programa Good Morning America.

## Composição
"Down" compreende um ritmo de sintetizador tropical leve, baterias rítmicas e estalos suaves. Lauren Jauregui canta o primeiro verso da música, caracterizando seu companheiro ideal. A terceira estrofe, com baterias distorcidas, apresenta Gucci Mane fazendo de várias referências à cultura popular e se gabando de seu relacionamento, comparando-o com os criminosos americanos Bonnie e Clyde. As letras são semelhantes às de uma música de amor, embora de acordo com a integrante Normani Kordei, também é sobre o vínculo da Fifth Harmony como um quarteto, conforme ela explicou: "Quando nós a executamos ou estamos no ensaio, nos relacionamos umas com as outras porque passamos por tanto e sempre nos mantivemos juntas". Hilary Hughes, da MTV, observou que o grupo "canta sobre como os objetos de seu carinho valem a pena descobrir, a impaciência e as comunicações erradas".

## Crítica profissional
Joey Guerra, do jornal Houston Chronicle, escreveu que a música é "feita para mover seus quadris [e] cantar junto [no] carro" e a julgou como "um candidato para a música do verão". Semelhantemente, Sarah Murphy, da Exclaim!, opinou que a faixa "parece estar a caminho de se tornar uma canção do verão certificada". Sadie Bell, da Billboard, apreciou os "sintetizadores limpos e dançáveis" e opinou que o lançamento da música era um "um momento feliz". Eric Renner Brown, da revista Entertainment Weekly, achou inesperada a colaboração do grupo com Gucci Mane, mas disse que "funciona totalmente". Peter A. Berry, da XXL, considerou o verso de Gucci Mane como um destaque e elogiou o "instrumental de verão pronto" da música e "gancho harmonioso". Ryan Reed, da Rolling Stone, caracterizou a canção como "suave" e "descontraída".
Brian Josephs, da publicação Spin, criticou o "refrão anêmico" e a inconsistência em comparação com "Work from Home", e disse que a "[nova] formação da Fifth Harmony pode não estar tão preparada ainda, mas a boa arte vem da luta. Gucci Mane teve que esperar uma década para 'Black Beatles'". Escrevendo para a Forbes, Hugh McIntyre criticou analisando que a música é muito simples e básica, concluindo que "o Fifth Harmony nos mostrou que podem fazer um ótimo 'trabalho', com um ótimo refrão, mas, em 2017, as quatro simplesmente não conseguem fazer isso como costumavam".

## Vídeo musical
O vídeo musical de "Down" foi gravado em um motel em Los Angeles, e estreou em 8 de junho de 2017.
O clipe de Down ganhou na categoria de "Best Pop Video" no Video Music Awards 2017.

## Faixas e formatos
| Download digital |                         |         |  |
| N.º              | Título                  | Duração |  |
| 1.               | "Down" (com Gucci Mane) | 2:44    |  |

## Desempenho nas tabelas musicais
Com 36,000 cópias vendidas e 9,2 milhões de streams na primeira semana, "Down" debutou em #42 na Billboard Hot 100. Também debutou em #12 no Digital Sales chart.

### Posições
| Tabela musical (2017)                                  | Melhor posição |
| ------------------------------------------------------ | -------------- |
| Austrália (ARIA Charts)                                | 66             |
| Escócia (The Official Charts Company)                  | 24             |
| França (Syndicat National de l'Édition Phonographique) | 73             |
| Irlanda (Irish Recorded Music Association)             | 52             |
| Nova Zelândia (NZ Top 10 Heatseekers Singles)          | 3              |
| Países Baixos (MegaCharts)                             | 94             |
| Reino Unido (UK Singles Chart)                         | 47             |
| Estados Unidos (Billboard Hot 100)                     | 42             |
| Estados Unidos (Billboard Pop Songs)                   | 26             |
| Suécia (Sverigetopplistan)                             | 95             |

## Histórico de lançamento
| País           | Data                | Formato           | Gravadora  |
| -------------- | ------------------- | ----------------- | ---------- |
| Mundo          | 2 de junho de 2017  | Download digital  | Epic, Syco |
| Estados Unidos | 6 de junho de 2017  | Rádios rhythmic   | Epic, Syco |
| Estados Unidos | 13 de junho de 2017 | Rádios mainstream | Epic, Syco |